# Municipio de Blue Mountain (condado de Logan)
El municipio de Blue Mountain (en inglés: Blue Mountain Township) es un municipio ubicado en el condado de Logan en el estado estadounidense de Arkansas. En el año 2010 tenía una población de 173 habitantes y una densidad poblacional de 4,78 personas por km².

## Geografía
El municipio de Blue Mountain se encuentra ubicado en las coordenadas 35°8′15″N 93°43′6″O / 35.13750, -93.71833. Según la Oficina del Censo de los Estados Unidos, el municipio tiene una superficie total de 36.23 km², de la cual 34,74 km² corresponden a tierra firme y (4,11 %) 1,49 km² es agua.

## Demografía
Según el censo de 2010, había 173 personas residiendo en el municipio de Blue Mountain. La densidad de población era de 4,78 hab./km². De los 173 habitantes, el municipio de Blue Mountain estaba compuesto por el 89,6 % blancos, el 5,78 % eran amerindios, el 0,58 % eran asiáticos y el 4,05 % eran de una mezcla de razas. Del total de la población el 4,05 % eran hispanos o latinos de cualquier raza.